# Burlington (Észak-Karolina)
Burlington település az Amerikai Egyesült Államok Észak-Karolina államában, Alamance megyében. Lakosainak száma 57 303 fő (2020. április 1.).

## Népesség
A település népességének változása:

| 2010 | 49 963 |
| 2020 | 57 303 |